# Begonia crocea
Espèce
Begonia crocea est une espèce de plantes de la famille des Begoniaceae.